# Katie Taylorová
Katie Taylorová (* 2. července 1986 Bray) je irská boxerka. Získala zlatou olympijskou medaili v lehké váze na hrách v Londýně roku 2012. Krom toho je pětinásobnou amatérskou mistryní světa (2006, 2008, 2010, 2012, 2014). V současnosti boxuje v profesionálním ringu a drží titul mistryně světa ve všech čtyřech hlavních asociacích: WBA, IBF, WBO i WBC. Na olympijských hrách v Londýně byla vlajkonoškou irské výpravy na slavnostním zahájení.